# The Company Men
The Company Men (bra: A Grande Virada; prt: Homens de Negócios) é um filme estadunidense de 2010, do gênero drama, dirigido e escrito por John Wells e estrelado por Ben Affleck, Chris Cooper, Kevin Costner, Maria Bello e Tommy Lee Jones.
O filme estreou no Festival Sundance de Cinema em 22 de janeiro de 2010, sendo lançado comercialmente no dia seguinte nos Estados Unidos e Canadá.[carece de fontes?]

## Elenco
- Ben Affleck... Bobby Walker
- Kevin Costner... Jack Dolan
- Chris Cooper... Phil Woodward
- Tommy Lee Jones... Gene McClary
- Rosemarie DeWitt... Maggie Walker
- Maria Bello... Sally Wilcox
- Craig T. Nelson... James Salinger
- Nancy Villone... Diane Lindstrom
- Tom Kemp... Conal Doherty
- Dana Eskelson... Diedre Dolan
- Patricia Kalember... Cynthia McClary
- Anthony O'Leary... Drew Walker
- Cady Huffman... Joanna
- John Doman... Dysart
- Angela Rezza... Carson Walker
- Kent Shocknek... Herb Rittenour
- Tonye Patano... Joyce Robertson
- Kathy Harum... Karen
- Lance Greene... Dick Landry

## Produção
The Company Men é dirigido, produzido e escrito por John Wells, em sua estreia na cadeira de diretor. O projeto foi anunciado pela primeira vez em janeiro de 2008 pela companhia de produção recém-formada Berk/Lane Entertainment. Em setembro de 2008, foi confirmado que o ator Ben Affleck participaria do filme. Em março de 2009, os atores Kevin Costner e Tommy Lee Jones também foram confirmados.
A produção começou no mês seguinte, em Boston, Massachusetts. Foram completadas em junho do mesmo ano. As filmagens parciais para a produção ocorreram no bairro Roxbury de Boston e também nos subúrbios de Boston Wellesley, Framingham, Marblehead e no 
estaleiro de Quincy.

## Lançamento
The Company Men foi lançado mundialmente no Festival Sundance de Cinema em 22 de janeiro de 2010. O filme foi comprado pela The Weinstein Company, que se comprometeu a distribuir e divulgar, além de um lançamento teatral nos Estados Unidos e Canadá em um acordo médio de sete números.
O filme teve um lançamento discreto em Los Angeles e em Nova York em 10 de dezembro de 2010. O lançamento durou uma semana para poder se tornar elegível para nominações no Oscar 2011. Ele teve um lançamento limitado, em apenas 106 cinemas nos Estados Unidos e Canadá em 21 de janeiro de 2011.

## Recepção da crítica
The Company Men recebeu avaliações positivas. A análise agregada do site Rotten Tomatoes mostra que 67% dos críticos deram ao filme uma crítica positiva com base em 156 avaliações, com uma pontuação média de 6.4/10.
Muitos críticos elogiaram o filme por contar história que reflete o clima econômico dos Estados Unidos no início dos anos 2000. Rex Reed do The New York Observer disse que o filme "faz um trabalho penetrante que faz você sentir os efeitos degradantes que perder um emprego por ter sobre os homens, mas é mais verdadeiro e devastador do que isso." Stephen Holden do The New York Times também observa semelhanças entre o filme de 2009 Amor Sem Escalas e cita a eficácia das atuações de Ben Affleck, Tommy Lee Jones e Chris Cooper. Michael Phillips do Chicago Tribune, no entanto, elogiou o elenco, mas criticou a história, dizendo que o estado atual do clima econômico "exige uma posição mais dura, um roteiro ousado."
O filme foi considerado um dos melhores filmes de 2010 por David Denby, do The New Yorker.